# ГЕС Нарроуз
ГЕС Нарроуз — гідроелектростанція у штаті Північна Кароліна (Сполучені Штати Америки). Знаходячись між ГЕС Tuckertown (42 МВт, вище по течії) та ГЕС Фолс (31 МВт), входить до складу каскаду на річці Пі-Ді (в верхній течії Ядкин), яка дренує східний схил Аппалачів та біля Джорджтауна впадає у затоку Віньяо (Атлантичний океан).
У межах проекту річку перекрили бетонною греблею заввишки 66 метрів та завдовжки 504 метри, яка утримує водосховище Бадін-Лейк з площею поверхні 21,7 км2 та корисним об'ємом 159 млн м3.
Через сталеві водоводи діаметром по 4,6 метра ресурс подається до встановлених у пригреблевому машинному залі чотирьох турбін типу Френсіс загальною потужністю 110 МВт, які при напорі у 54 метри забезпечують виробництво 420 млн кВт-год електроенергії на рік.
Спорудження станції почала в 1913 році французька компанія L'Aluminium Francais, яка через спричинені Першою світовою війною ускладнення продала проект компанії Alcoa (Aluminum Company of America), що й завершила його у 1917-му. Вироблена електроенергія подається на розташований за кілька кілометрів алюмінієвий комбінат, де конвертується у прямий струм та використовується для живлення печей.